# Киличев, Тулкин Махмурович
Тулкин Махмурович Киличев (24 февраля 1983 год, Зафарабад, Узбекистан) — главный тренер сборной Узбекистана по боксу, узбекский боксёр-профессионал, выступавший в средней весовой категории. Заслуженный тренер Республики Узбекистан (2019).  Присвоено звание «Профессор теории и методологии физической культуры и спортивного тренировочного процесса». Заслуженный тренер и главный тренер сборной Узбекистана.

## Биография
Тулкин Киличев родился 24 февраля 1983 год в Зафарабаде, Узбекистан. В 1995 году переехал в город Джизак, где начал заниматься боксом. В 1997 году поступил в РУОР города Чирчик, который закончил в 2002 году. С 2002 по 2004 год служил в ЦСКА. После службы поступил в Узбекский государственный институт физической культуры, который окончил в 2008 году (с 2010 по 2012 год учился на магистратуре). Является призёром чемпионата Узбекистана по боксу среди юниоров (2000 год) и финалистом чемпионата Узбекистана по боксу среди юниоров (2001 год). В любительском боксе на юношеском уровне Киличев добился определенных достижений, занимая призовые места на чемпионатах Узбекистана. В молодости, с 2005 по конец 2007 года, он выступал как профессионал, за это время провел восемь встреч, из которых большинство закончились его победой.
С 2005 по 2007 год дебютировал в профессиональном боксе одержав победу над Евгением Пешехоновым. Всего на профессиональном ринге провёл 8 боёв.
Тренерскую карьеру начал в 2009 году РУОРе города Чирчик. В 2011 году стал тренером сборной Узбекистана по боксу среди юниоров. В 2014 году стал старшим тренером национальной сборной команды Узбекистана, которую тренирует и по сегодняшний день. С 2015 года параллельно работал главным тренером WSB Uzbek Tigers до закрытия клуба.
Подготовил таких знаменитых спортсменов, как Исроил Мадримов, Муроджон Ахмадалиев, Баходир Жалолов, Элнур Абдураимов, Кудратилло Абдукахоров, Санжар Турсунов и другие.
В результате усилий Тулкина Киличева уровень узбекских боксеров заметно вырос, и в 2017 году впервые за десятилетие чемпионат мира по боксу в категории до 69 кг выиграл узбекский спортсмен Шахрам Гиясов. На чемпионате мира 2019 года, проходившем в Екатеринбурге, страна получила уже трех чемпионов — Миразизбека Мирзахалилова, Зоирова Шахобиддина категории до 57 кг и Баходира Жалолова в категории свыше 91 кг. Дилшодбек Рузметов завоевал серебряную медаль, Бобо-Усмон Батуров - завоевал бронзовую медаль.
Летние Олимпийские игры 2020 года принесли золото узбекскому боксеру Баходиру Жалолову.
В августе 2022 года назначен Главный тренером сборной Узбекистана.
Чемпионат мира по боксу 2023 года принимал у себя Ташкент Чемпионат мира по боксу 2023. Благодаря Тулкину Киличеву сборная Узбекистана завоевала девять медалей на мужском чемпионате мира-2023 по боксу в Ташкенте, пять золотых, две серебряные и две бронзовые медали и заняла первое место в общекомандном зачёте. Три золотые медали на Азиатских играх  Ханджоу (Китай) завоевали члены сборной Узбекистана по боксу под руководством тренера Тулкина Киличева. Золото завоевали Хасанбой Дусматов, Абдумалик Халоков и Баходир Джалолов, а также Хабибуллаев Турабек завоевал бронзу. Таким образом боксеры из Узбекистана получили первое место в общем командном зачете. 
Под руководством главного тренера Тулкина Киличева сборная Узбекистана  добилась исторических результатов, установив мировой рекорд Олимпийских игр на турнире по боксу в 2024. В этот раз сразу пять узбекских спортсменов добыли золото. Ими стали Хасанбой Дусматов в категории до 51 кг, Абдумалик Халоков (до 57 кг), Асадхужа Муйдинхужаев (71 кг), Лазизбек Мулложонов (до 80 кг) и Баходир Джалолов в категории свыше 92 кг.
Триумф узбекских боксеров на Олимпиаде в Париже чуть не омрачился трагедией. 8 августа, после победы Хасанбоя Дусматова, Тулкин резко потерял сознание. По счастливой случайности рядом находились врачи английской сборной, которые бросились на помощь, диагностировали остановку сердца и вернули тренера к жизни с помощью реанимационных действий, после чего Киличев был госпитализирован. Тулкин Киличев перенёс сердечный приступ во время празднования победы Хасанбоя Дусматова.
В 2024 году Тулкин Киличев стал победителем в номинации «Лучший тренер года» церемонии «Национальной спортивной премии-2024» и обладателем звания «Лучшего наставника в Азии».

## Достижения
- Мастер спорта по боксу
- Заслуженный тренер Республики Узбекистан (2019)[9]
- Орден «Дустлик» (2024)[10]
- Орден «Соглом авлод учун» I степени (2021)[11]
- Медаль «Шухрат»
- Присвоено звание профессора
- Золото на Азиатских играх 2023